# Патацкас, Гинтарас
Ги́нтарас Пата́цкас (лит. Gintaras Patackas; р. 18 июля 1951, Каунас) — литовский поэт, переводчик, автор новелл. Лауреат Премии Правительства Литвы в области культуры и искусства (2021).

## Биография
Окончил Каунасский политехнический институт (1973). До 1979 работал инженером, корреспондентом. В 1976 вышел его первый сборник стихотворений.
Лауреат литовского поэтического фестиваля «Весна поэзии» (1998).

## Творчество
Поэзии Гинтараса Патацкаса присущи сочетания экспрессивных и сюрреалистических образов с иронической интонацией, маловероятными и шокирующими сюжетами. В сборниках, выходивших после книги «Дети капитана Гомера» (1989), гротеск и ирония усиливаются. Критика обнаруживает в поздних книгах Патацкаса элементы китча и порнографии, выводищие его творчество за пределы литературы.
К образцовой «плохой» массовой литературе относят сборник новелл Патацкаса «Ночь с четырьмя трупами» (1995), в котором, по мнению критиков, доминируют китч и порнография. По поводу последней книги стихов «Великая битва сердец» рецензент в писательской газете Союза писателей «Литература ир мянас» („Literatūra ir menas“) заметил, что темы её те же — вино, кровь, слёзы, а при чтении возникает впечатление, что зарифмовать и уложить в стихи можно всё.

## Переводы
Переводил с русского языка на литовский стихотворения Иосифа Бродского, Николая Гумилёва, Владимира Высоцкого, Андрея Вознесенского.
Стихотворения Гинтараса Патацкаса переводились на английский, венгерский, французский языки. На русском языке публиковались его стихотворения в переводах Валерия Изегова («Дух Бродского в Каунасе», «Под красным фонарем» и другие) и Анны Герасимовой («Банная история», «Вечеринка», «Герой-любовник», «Интимные мгновения», «Ода Карме» и другие). На русском языке вышли в переводах А. Герасимовой книги стихотворений «Изгнание из рая» (1991), «Очная ставка с самим собой» (2013), «Малая Божественная Ко» (2014), «Орден без ордера» (2018).

## Произведения
- Jazmino žiedas vakarą prakalbina. 1997 (избранные стихи).
- Lampėdžių karjero paslaptis. Gulago univermagas: Novelės. Pjesės. Eilėraščiai. Vilnius, Vaga, 1991 (сборник новелл, пьес, стихов).

### Книги стихов
- Atleisk už audrą. 1976.
- Išvarymas iš rojaus. 1981.
- Duobės danguje. 1983.
- Pergamento kriauklė. 1985.
- Amuletai. 1988.
- Kapitono Homero vaikai. 1989.
- Meilės ir vyno dainos. 1993.
- Kurtizanija: Eilėraščiai. Kaunas: V.Oškinio leidykla, 1995.
- Jauni patrakėliai petrarkos. 1998.
- Dviveidis Janas. Vilnius: Lietuvos rašytojų sąjungos leidykla, 2002. ISBN 9986-39-249-7
- Didysis širdžių mūšis: Eilėraščiai. Vilnius: Vaga, 2005. ISBN 5-415-01795-X

### Сборник новелл
- Naktis su keturiais lavonais. 1995.
- Изгнание из рая: Стихи. Пер. с лит. А. Герасимовой. Худож. Д. Аввакумов. Моска: Советский писатель, 1991. ISBN 5-265-02003-9